# Hamad bin Khalifa al-Thani
Sheikh Hamad bin Khalifa Al Thani (arabisk: الشيخ حمد بن خليفة آل ثاني, født 1952) er et medlem af den regerende Al Thani-familie i Qatar. Han var Emir i Qatar fra 1995 til 2013.
Hamad kom til magten ved et statskup i 1995, hvor han fordrev sin fader Khalifa bin Hamad Al Thani fra den siddende magt. Under de 18 år, hvor han var Emir, nåede Qatars årlige produktion af naturgas 77 millioner ton, hvilket gjorde Qatar til det land i verden med højet BNP pr. indbygger.[kilde mangler]
al-Thani har doneret 150 mio. kr. til opførslen af den første stormoské i Danmark på Rovsingsgade på Nørrebro kaldet Hamad Bin Khalifa Civilisation Center efter al-Thani.
Hamad abdicerede den 25. juni 2013 og blev efterfulgt af sin fjerde søn Tamim.

## Eksterne links
- Wikimedia Commons har flere filer relateret til Hamad bin Khalifa al-Thani
- Genealogy of The Al-Thani Dynasty, Page 7 – Website RoyalArk.net
- Artikel i Denver Post, His Highness Sheikh Hamad Bin Khalifa Al-Thani and his rise to power

| Biografi | Spire Denne biografi er en spire som bør udbygges. Du er velkommen til at hjælpe Wikipedia ved at udvide den. |